# ذو الصدر المطلي
ذو الصدر المطلي أو جيروتوركس (بالإنجليزية: Gerrothorax)‏ هو جنس منقرض من برمائيات العصر الترياسي قبل أكثر من 200 مليون سنة، وهو حيوان برمائي ذو شكل دودي بلغ طوله حوالي المتر
(3.3 قدم)، ذو جسم مسطّح، وله رأس قصيرة وعريضة، وعينان صغيرتان ومتقاربتان لبعضهم، الأطراف الخلفية غشائية وصغيرة مع ذيل صغير.

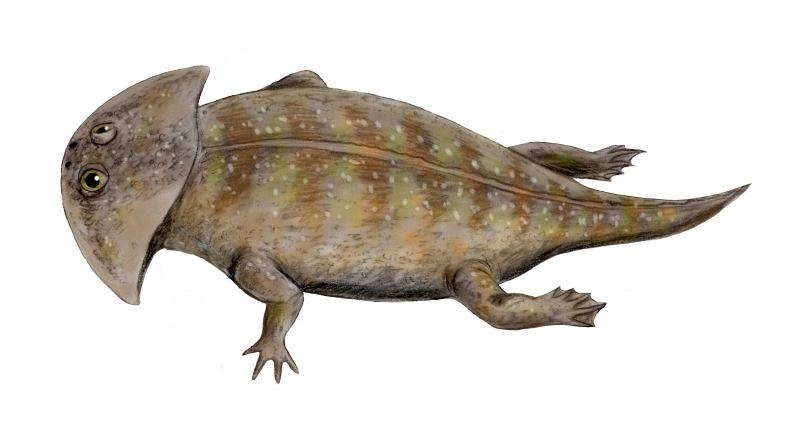
إعادة إنشاء الجيروتوركس.

كان لديه ثلاثة أزواج من الخياشيم خلال كافة فترة حياته، لذا فقد تمكن من أن يعيش في الماء حتى ولو كان بالغا، ولونه غير معروف، كان آكلا للحوم وربما من المحتمل أنه أكل للأسماك، وُجدت متحجراته في السويد، عاش في الجداول والبحيرات.